# Ždírec na Moravě
Ždírec (deutsch Seelenz) ist eine Gemeinde in Tschechien. Sie liegt neun Kilometer nordöstlich des Stadtzentrums von Jihlava und gehört zum Okres Jihlava.

## Geographie
Ždírec befindet sich rechtsseitig des Baches Ždírecský potok in der Böhmisch-Mährischen Höhe. Südlich erhebt sich der Hügel V Listu (540 m). Gegen Westen und Süden verläuft in einem reichlichen Kilometer Entfernung von dem böhmischen Dorf die historische Landesgrenze zu Mähren. Im Ort liegen die drei kleinen Teiche Kněžský rybník, Chmelský rybník und Ždírecký rybník.
Nachbarorte sind Filipovské Chaloupky im Norden, Polná im Nordosten, Věžnička im Osten, Jamné im Südosten, Kozlov und Měšín im Süden, Heroltice und Pávov im Südwesten, Střítež im Westen sowie Nový Mlýn und Dobronín im Nordwesten.

## Geschichte
Die slawische Ansiedlung Žďárek entstand wahrscheinlich im 12. Jahrhundert. Im Zuge der Kolonisation der böhmischen Grenzgebiete zu Mähren unter den Přemysliden wurde der Ort im Laufe des 13. Jahrhunderts durch deutsche Siedler zu einem Dorf ausgebaut. Erstmals schriftlich erwähnt wurde das Dorf im Jahre 1233 als eines der Zehntdörfer der Pfarre im mährischen Iglau, die das Prämonstratenserkloster Želiv vom Deutschen Orden erwarb. 1410 entstand die Pfarre Seelenz. Nach der Plünderung des Klosters durch die Hussiten wurde das Geschlecht Leskovský von Leskovec neuer Besitzer von Seelenz. Ihnen folgten die Trčka von Lípa. Diese verkauften Seelenz 1536 an die Stadt Iglau. 1625 erwarb der Iglauer Richter Johann Heidler von Bukau das Dorf und schlug es der Herrschaft Stöcken zu. Seit 1642 wurde in verschiedenen Häusern des Dorfes Unterricht abgehalten. Johann Anton Pachta von Rájov, der 1678 die Herrschaft Stöcken erwarb, ließ sich im Wald bei Schrittenz ein Jagdschloss errichten, dem er 1711 anlässlich der Kaiserkrönung den Namen Karlswald gab. Nachfolgend wurde Seelenz an die Schrittenzer Güter angeschlossen.
Zwischen 1725 und 1735 war Philipp Ludwig von Sinzendorf Besitzer von Schrittenz und Deutsch Schützendorf. Von Bischof Sinzendorf erwarb der Bischof Moritz Adolf Karl von Sachsen-Zeitz-Neustadt die Güter, der sie 1748 an Joseph Karl Palm von Gundelfingen veräußerte. Im Jahre 1788 entstand ein eigenes Schulhaus. 1840 erfolgte der Verkauf der Herrschaft an das Haus Hohenzollern. Seelenz war mehrheitlich deutsch besiedelt und gehörte zur Iglauer Sprachinsel.
Nach der Ablösung der Patrimonialherrschaften wurde Seelenz 1850 zur selbstständigen Gemeinde im Bezirk Polná. 1863 vereinigten die Hohenzollern ihren Grundbesitz in Deutsch Schützendorf und Schrittenz zum Fideikommiss. 1878 wurde Seelenz dem Bezirk Deutschbrod zugeordnet. Neben der zweiklassigen deutschen Schule entstand später noch eine einklassige Schule für die tschechische Minderheit. 1890 zerstörte ein Großbrand 29 Häuser einschließlich der Kirche und des Pfarrhauses. Im Jahre 1901 wurde die Freiwillige Feuerwehr Seelenz gegründet. Zu Beginn des 20. Jahrhunderts war Seelenz Pfarrort für Hilbersdorf, Pfauendorf, Deutsch Schützendorf, Dobrenz, Philippsdorf und Klein Wiesnitz. 1916 kaufte der Clementinerinnenorden ein Gehöft in Seelenz. Die Schwestern errichteten darin die Sozietät des hl. Franziskus und betrieben dort ein Waisen- und Altenheim. Nach dem Ende des Zweiten Weltkrieges wurde die deutsche Bevölkerung vertrieben. In der zweiten Hälfte des 20. Jahrhunderts wurde das Heim ausgebaut und zu einem Altenheim mit 100 Plätzen erweitert. Seit 1961 gehört Ždírec zum Okres Jihlava. 1974 schloss die Schule und die Kinder wurden nach Dobronín umgeschult.

## Ortsgliederung
Für die Gemeinde Ždírec sind keine Ortsteile ausgewiesen.

## Sehenswürdigkeiten

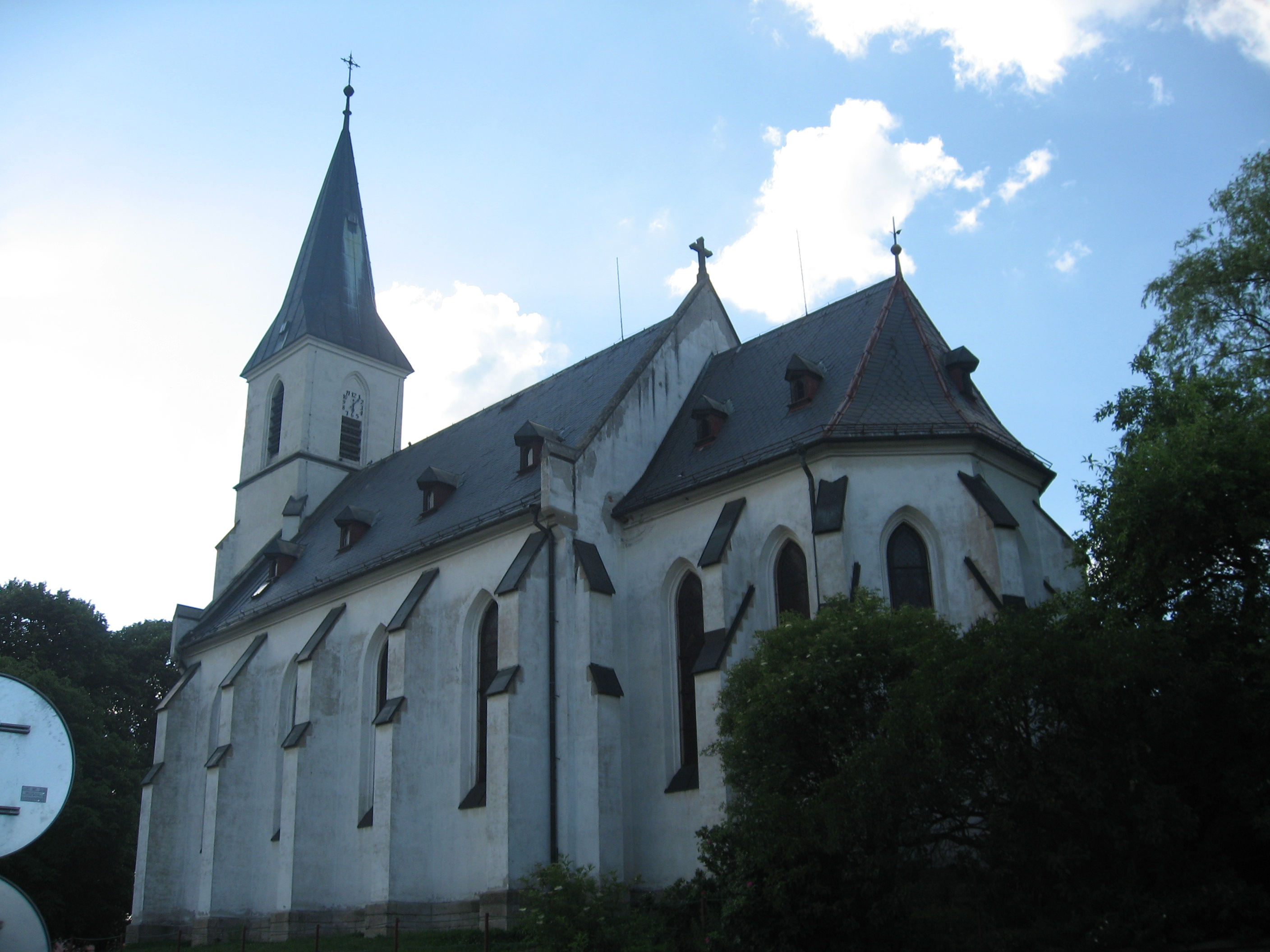
Kirche des hl. Wenzel

- neogotische Kirche des hl. Wenzel, der neogotische Bau wurde 1893–1898 anstelle der 1890 abgebrannten alten Kirche erbaut.
- Statue des hl. Johannes von Nepomuk, errichtet 1743 am Dorfplatz
- Statue des hl. Antonius von Padua am Wegekreuz nach Střítež, geschaffen 1753, das Nationale Kulturdenkmal ist wahrscheinlich ein Werk von Viktor Václav Morávek aus Polná.
- geschützte Kiefer in Amerika

## Persönlichkeiten
- Theodor Bohumír Pařík (1881–1961), der Komponist und Professor verbrachte seinen Lebensabend im Altenheim Ždírec, wo er auch verstarb.